# De Ark (Oosterhout)
De Ark was een interkerkelijk centrum in Oosterhout in de Nederlandse provincie Noord-Brabant. Het was gelegen aan Arkendonk 98.

## Geschiedenis
Het gebouw, ontworpen door architectenbureau Van Klingeren, kwam gereed in 1976. Het diende zowel als parochiekerk en Gereformeerde kerk, en wel voor de noordelijke nieuwbouwwijk Dommelbergen.
Vanaf 2004 werd De Ark nog uitsluitend door de PKN-kerk gebruikt en vanaf 2017 was hij niet meer als kerk in gebruik. Er kwam nu een kringloopwinkel in het gebouw.

## Gebouw
Het betreft een uiterst sober gebouw zonder toren met plat dak, een kerkzaal en enkele bijruimtes.